# Субстанція (фільм)
«Субстанція» (англ. The Substance) — англо-американо-французький феміністський кінофільм у жанрі сатиричного боді-горору, зрежисований і написаний Коралі Фаржею. Прем'єра фільму відбулась 19 травня 2024 року в основній конкурсній програмі 77-го Каннського кінофестивалю, де він був нагороджений призом за найкращий сценарій. В український прокат «Субстанція» вийшла 10 жовтня 2024 року.
Головні ролі виконали Демі Мур, Марґарет Кволлі та Денніс Квейд. Стрічка викликала захоплені відгуки кінокритиків, низка з яких назвала образ зірки фітнес-шоу «роллю всього життя» Демі Мур. «Субстанція» була номінована у 5 категоріях премії «Оскар», зокрема як «Найкращий фільм», з яких виграла в одній — за найкращий грим та зачіски.

## Сюжет
Елізабет Спаркл — у минулому успішна голлівудська акторка, що веде фітнес-шоу. Коли їй виповнюється 50 років, її продюсер Гарві раптово вирішує звільнити Елізабет, щоб замінити молодшою ведучою. Збентежена Елізабет потрапляє в автомобільну аварію, відволікшись під час кермування на рекламний щит із власним зображенням. Хоча Елізабет зазнала мізерних травм, вона почувається пригнічено. У лікарні молодий медпрацівник таємно дає їй флешку з рекламою «Субстанції», незаконного препарату, що обіцяє «молодшу, красивішу, досконалішу» версію себе.
Елізабет, заінтригована та зневірена у своїй подальшій кар'єрі, замовляє Субстанцію, яку для неї анонімно лишають у камері схову. Субстанція включає сироватку-активатор, яку потрібно вколювати шприцем, та інші необхідні речовини. Коли Елізабет вколює активатор, шкіра на її спині тріскається і звідти виходить молода версія її самої на ім'я Сью. Умови використання Субстанції передбачають, що стара та нова оболонки повинні мінятися щотижня. Коли одна оболонка активна, інша перебуває у непритомному стані. Сью зашиває спину Елізабет і впродовж тижня підтримує свій стан ін'єкціями поживних речовин, узятих з початкового тіла.

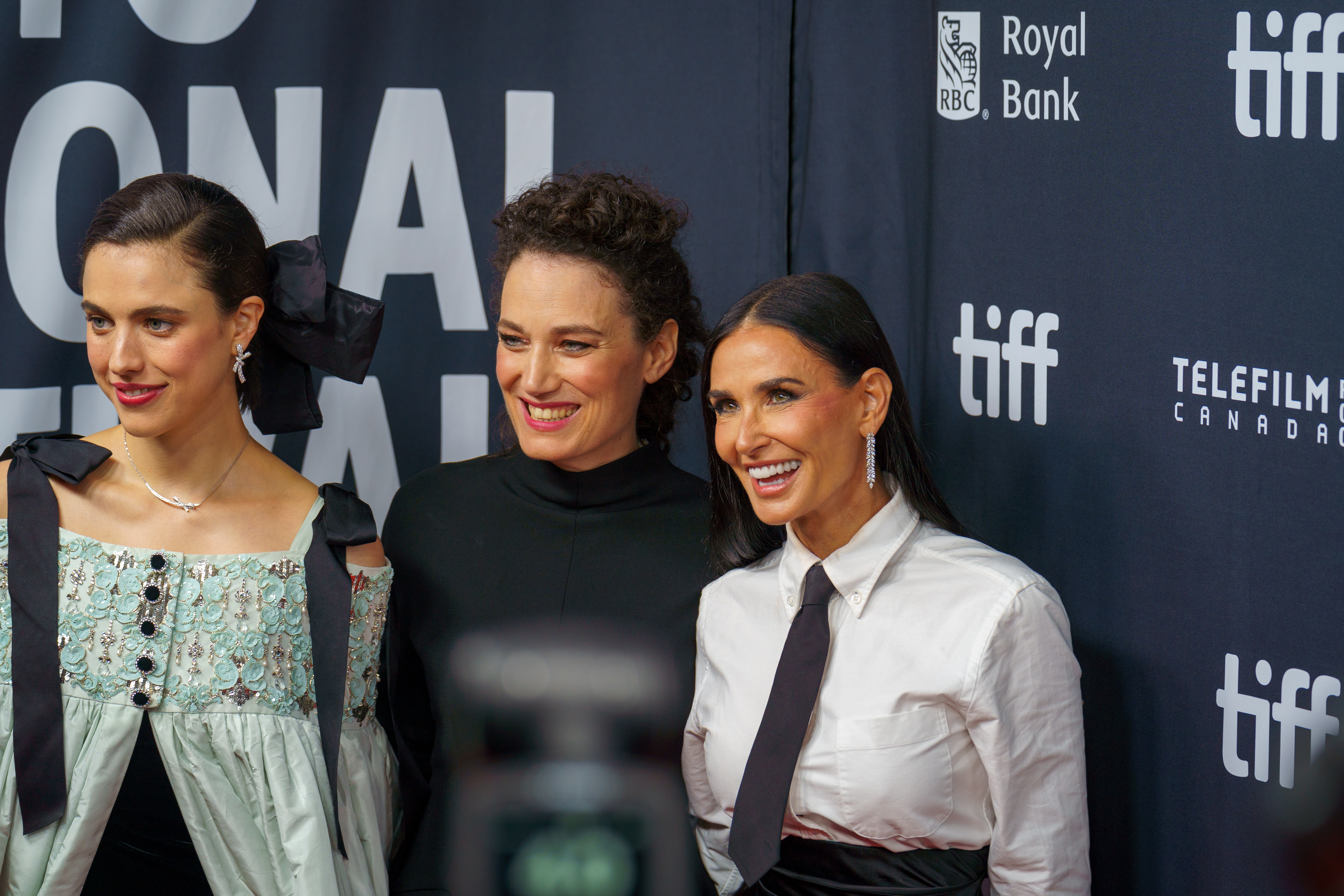
Марґарет Кволлі, Коралі Фаржа та Демі Мур на прем'єрі фільму в Торонто, вересень 2024 року

Сью радіє своєму молодому тілу та приходить на кастинг для Гарві. Вона робить чудовий виступ, Гарві в захваті та визнає її ідеальною заміною Елізабет. Сью каже, що має кожні два тижні їхати з міста, бо доглядає за хворою матір'ю. Гарві погоджується та пропонує їй вести престижне передноворічне шоу.
Але побувши тиждень Сью, зірка повинна на тиждень мінятися з Елізабет. Тоді як молода версія має славу та живе у своє задоволення, Елізабет самотня; вона починає ненавидіти Сью. Одного разу наприкінці тижневого циклу Сью приводить додому чоловіка. Через несподіваний секс із ним вона міняється з Елізабет пізніше, ніж вимагають умови використання Субстанції. Правий вказівний палець на руці Елізабет з цієї причини швидко старішає. Постачальник Субстанції попереджає, що недотримання графіка призведе до незворотного швидкого старіння тіла Елізабет. Попри спільну свідомість, Елізабет і Сью починають сприймати себе як окремих людей і відчувають взаємну ненависть. Елізабет ображається на Сью за те, що вона часто ігнорує графік змін, що пришвидшує старіння, а Сью відчуває огиду до старої самотньої Елізабет. Щоб приховати ознаки старіння, Елізабет носить рукавички й багато макіяжу, але все одно лишається незадоволена. Сью сняться жахи про трансформації її тіла. Врешті вона забирає багато рідини з тіла Елізабет і вирішує більше не мінятися з нею всупереч умовам використання Субстанції.
Через три місяці, за день до участі в новорічному шоу, запас рідини закінчується. Сью зв'язується з постачальником, який повідомляє їй, що вона повинна обмінятися зі старим тілом, щоб поповнити запас. Елізабет, отямившись, виявляє, як жахливо постаріло її тіло. Вона замикається в ванній кімнаті, проганяє свого коханця та телефонує постачальнику, щоб припинити вживання Субстанції. Той доставляє сироватку, призначену для переривання тижневих циклів. Однак, вагаючись останньої миті, Елізабет не вводить усю сироватку. Сью отямлюється, нападає на Елізабет і вбиває її.
Тепер Сью вирушає на шоу, але зауважує, як її тіло руйнується. Спершу випадають зуби, далі відвалюються нігті та вухо. Сью намагається створити нову версію себе, використовуючи залишки сироватки-активатора, ігноруючи попередження постачальника про «одноразове використання». З її спини вилазить химера з перемішаними частинами тіла Сью та Елізабет. Химера, одержима жагою уваги, ховає своє обличчя за шматком плаката з фотографією Елізабет та вирушає на шоу.
У прямому ефірі химера шкутильгає на сцену, маска падає. Всі навколо нажахані, називають її чудовиськом, але химера вважає, що вона прекрасна. Один чоловік обезголовлює її, але на тому місці виростає ще потворніша голова. З істоти починає фонтанувати кров, заливаючи публіку. Оригінальне обличчя Елізабет відривається та повзе до своєї зірки на Голлівудській алеї слави. Воно посміхається, згадуючи, як Елізабет захоплювалися всі, і заплющує очі, перш ніж розтанути калюжею крові. Наступного ранку кров змивають, забувши про Елізабет і Сью.

## В ролях
- Демі Мур — Елізабет Спаркл
- Марґарет Кволлі — Сью
- Денніс Квейд — Гарві
- Джозеф Балдеррама — Крейг Сілвер
- Хьюґо Дієґо Гарсія — Дієго
- Оскар Лесаж — Трой
- Філіп Шурер — містер Крик
- Гор Абрамс — Олівер

## Створення
Ідея про створення історії «Субстанції» прийшла до Коралі Фаржа після 40-річного ювілею. «У мене було таке відчуття, нібито тепер я зникну — це вже вирішено. Починаєш роздумувати — звідки взагалі беруться такі думки. Я освічена людина, феміністка, але вони все одно знайшли спосіб просочитись до мого мозку» — казала режисерка. Пишучи сценарій на цю тему, Фаржа надихалась творчістю майстрів фільмів жахів, зокрема Девіда Кроненберга та Джона Карпентера, роботи яких захоплено дивилась ще в дитинстві, попри заборону батьків.
Про початок роботи над фільмом було оголошено у січні 2022 року. На головні ролі режисерці були потрібні дві «потужні акторки», які змогли б упоратись із фізичними та символічними потребами фільму. В «Субстанції» обмежена кількість діалогів, сюжет переважно подається візуальними інтерпретаціями, тому Елізабет мала зіграти «жінка, яка втілює в собі міф і легенду». Це Коралі Фаржа й побачила в Демі Мур. Марґарет Кволлі режисерка назвала «вкрай інстинктивною акторкою з сильною мовою тіла». Роль ексцентричного телепродюсера Гарві мав виконати Рей Ліотта, але він раптово помер у травні того ж року. Денніс Квейд, який замінив його, присвятив свою роль Ліотті.
Знімальний процес пройшов із серпня до жовтня 2022 року в Парижі. Американська асоціація кінокомпаній надала фільму віковий рейтинг R («підлітки до 17 років допускаються до фільму тільки в супроводі одного з батьків або законного представника») через високий рівень продемонстрованого на екрані насильства.

## Сприйняття

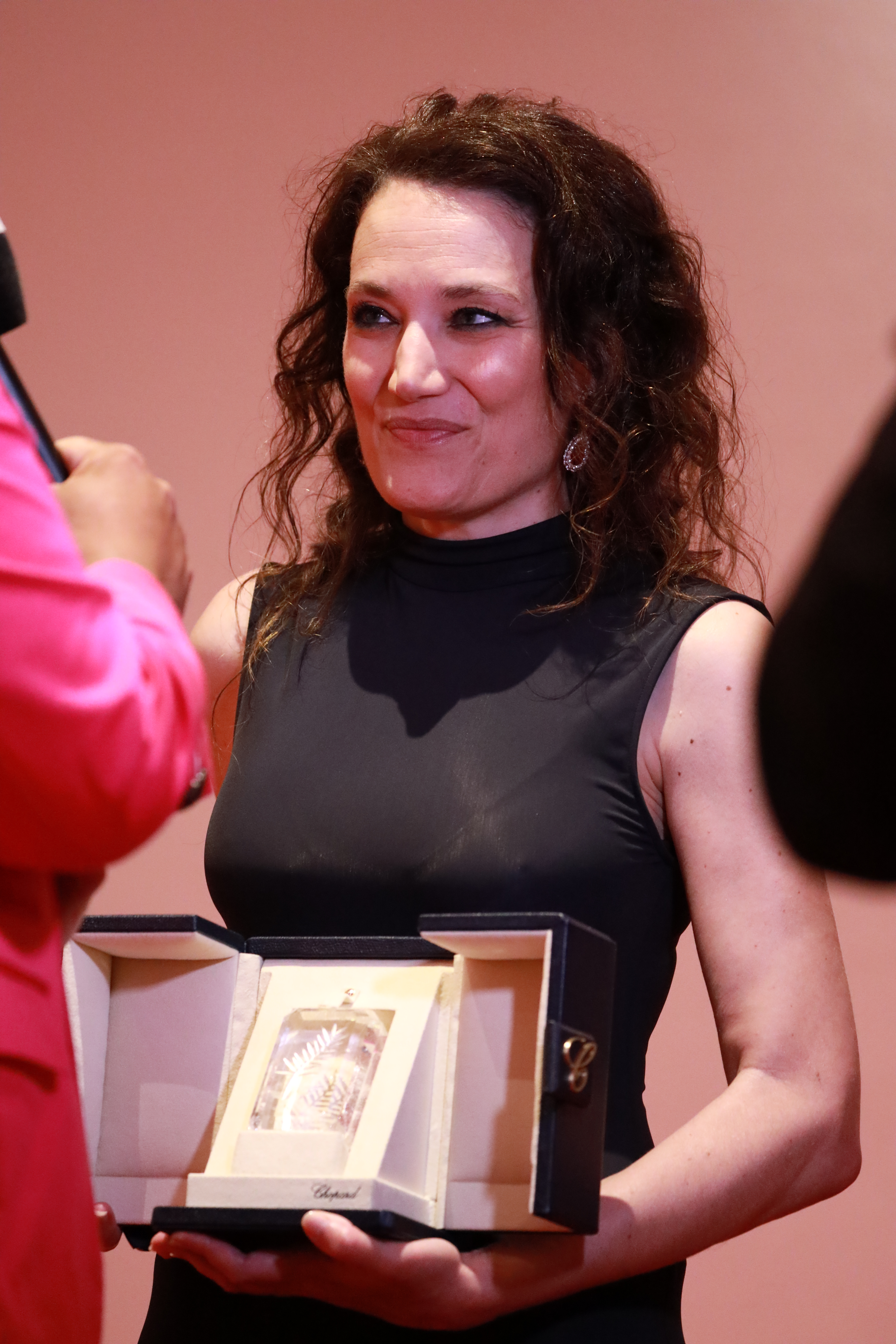
Коралі Фаржа в Каннах зі своїм призом за найкращий сценарій, травень 2024 року

Після завершення показу «Субстанції» на 77-му Каннському кінофестивалі публіка зустріла фільм і його творців 11-хвилинною (згідно з іншими повідомленнями, 13-хвилинною) стоячою овацією — найдовшою серед учасників основної конкурсної програми того року. За підсумковим вердиктом критики стрічка посіла друге місце основного конкурсу: середній бал — 2,7 з 5. Коралі Фаржа була нагороджена призом за найкращий сценарій.
«Субстанція» отримала високі, захоплені оцінки світової преси з окремою увагою до «ролі всього життя» Демі Мур. Кінокритик Дмитро Десятерик («Лівий берег»), побачивши фільм на Одеському міжнародному кінофестивалі, писав:
|  | З небаченою легкістю Фаржа вводить в артхауз маргіналії жанру горору, здобрюючи їх напористою естетикою кемпу. Однак те, що раніше було вульгарністю, кінотрешем, категорією В, стає глибоким авторським висловлюванням. Глибоким і дуже сумним. |

Філ де Семлен (Time Out), згадавши «Муху» та «Одержимість», відзначив «надзвичайно специфічний тон фільму — похмуро кумедний, рясний, сумний і розгніваний одночасно», що підкреслюється малим акторським складом.
Венді Іде в The Guardian описала «Субстанцію» як «не той фільм, де варто шукати реалізм і внутрішню логіку». Лишається, наприклад, неясним, чи мають Елізабет і Сью різні свідомості. Отримання молодості нагадує Фаустівську угоду з Мефістофелем, історію про Доріана Грея, а частково комедію жахів про гремлінів. Але зрештою кожна жінка програє змагання з молодшою собою в очах громадськості і «Субстанція» сама перебуває на хиткій межі між фемінізмом та експлуатацією жіночої краси.
Згідно з рецензією Дениса Федорука на ITC.ua, «Субстанція» може викликати огиду і захоплення одночасно, вона — концентрований шок-контент, який ви запам'ятаєте надовго. Це талановите і надзвичайно сміливе кіно, якому пасує кричуща гротескність і певна карикатурність. Фільм демонструє наскільки важко можуть сприйматися жінкою пов'язані з віком зміни в її тілі, і на що вона готова піти, щоб відстрочити ці невідворотні процеси. Проте «Субстанція» ігнорує, що сучасний шоу-бізнес експлуатує різні стандарти краси. Показана аеробіка з сексуальним підтекстом — це анахронізм, якому місце в 80-х, а низка умовностей сюжету не пояснюється.
Натепер рейтинг стрічки на Metacritic — 78 %, на Rotten Tomatoes — 90 %. Сама Коралі Фаржа коротко підсумувала основну тематику своєї творчості, зокрема й «Субстанції»: помста за жіноче тіло та за його сприйняття в суспільстві. Вкрай насильницьку та жорстоку натуру свого фільму режисерка пояснила тим, що, попри стереотипи, жінки не мають бути милими та завжди усміхненими: «„Субстанція“ — про підкорення жінки суспільству та як воно впливає на наше життя в соціальному плані».
За підсумками 2024 року «Субстанція» обійняла 2 місце у компіляційному переліку найкращих фільмів року. Для визначення цього було проаналізовано понад 900 особистих списків найкращих фільмів року від світових кінокритиків.

## Нагороди
Залишаючись фавориткою протягом усього «сезону кінонагород» у категорії «Найкраща жіноча роль», Демі Мур в останній момент програла «Оскар» 25-річній Майкі Медісон — оглядачі побачили в цій ситуації відтворення сюжету «Субстанції» в реальному житті.
- 77-й Каннський кінофестиваль — приз за найкращий сценарій (Коралі Фаржа)
- Міжнародний кінофестиваль у Торонто — головний приз програми «Опівнічне безумство» за найкращий фільм
- Премія «Готем» — номінація за найкращу головну роль (Демі Мур)
- Європейський кіноприз — 2 номінації: «Найкращий фільм», «Найкращий сценарист» (Коралі Фаржа), 2 перемоги: «Найкращий оператор» (Бенджамін Крачун), «Найкращі візуальні ефекти»
- Премія «Астра» — 2 нагороди: «Найкращий фільм жахів або трилер», «Найкращий грим або укладання волосся»; 7 номінацій: «Найкращий фільм», «Найкращий режисер» (Коралі Фаржа), «Найкраща акторка» (Демі Мур), «Найкраща акторка другого плану» (Маргарет Кволлі), «Найкращий оригінальний сценарій» (Коралі Фаржа), «Найкраща роль у фільмі жахів або трилері» (Демі Мур, Маргарет Кволлі)
- Премія «Незалежний дух» — 2 номінації: «Найкращий фільм», «Найкраща головна роль» (Демі Мур)
- Премія «Золотий глобус» — нагорода в категорії «Найкраща акторка у кінофільмі — комедія або мюзикл» (Демі Мур); 4 номінації: «Найкращий фільм — комедія або мюзикл», «Найкращий режисер» (Коралі Фаржа), «Найкращий сценарій» (Коралі Фаржа), «Найкраща акторка другого плану» (Маргарет Кволлі)
- Премія «Вибір критиків» — 3 нагороди: «Найкраща акторка» (Демі Мур), «Найкращий оригінальний сценарій» (Коралі Фаржа), «Найкращий грим та укладання волосся»; 4 номінації: «Найкращий фільм», «Найкращий режисер» (Коралі Фаржа), «Найкраща акторка другого плану» (Маргарет Кволлі), «Найкращі візуальні ефекти»
- Премія BAFTA — нагорода в категорії «Найкращий грим та укладання волосся»; 4 номінації: «Найкраща режисерська робота» (Коралі Фаржа), «Найкраща жіноча роль» (Демі Мур), «Найкращий оригінальний сценарій» (Коралі Фаржа), «Найкращий звук»
- Премія Гільдії кіноакторів США — нагорода в категорії «Найкраща жіноча роль» (Демі Мур)
- Премія «Оскар» — нагорода в категорії «Найкращий грим та зачіски» (П'єр-Олівер Персен, Стефані Гійон, Мерілін Скарселлі); 4 номінації: «Найкращий фільм», «Найкращий режисер» (Коралі Фаржа), «Найкраща жіноча роль» (Демі Мур), «Найкращий оригінальний сценарій» (Коралі Фаржа)